# لی نا
لی نا(به چینی: 李娜) یک تنیسور زن حرفه‌ای چینی است که اکنون در ردهٔ ۴ جهانی قرار دارد. وی برندهٔ رقابت‌های تک‌نفرهٔ آزاد فرانسه ۲۰۱۱ و استرالیا ۲۰۱۴ می‌باشد.

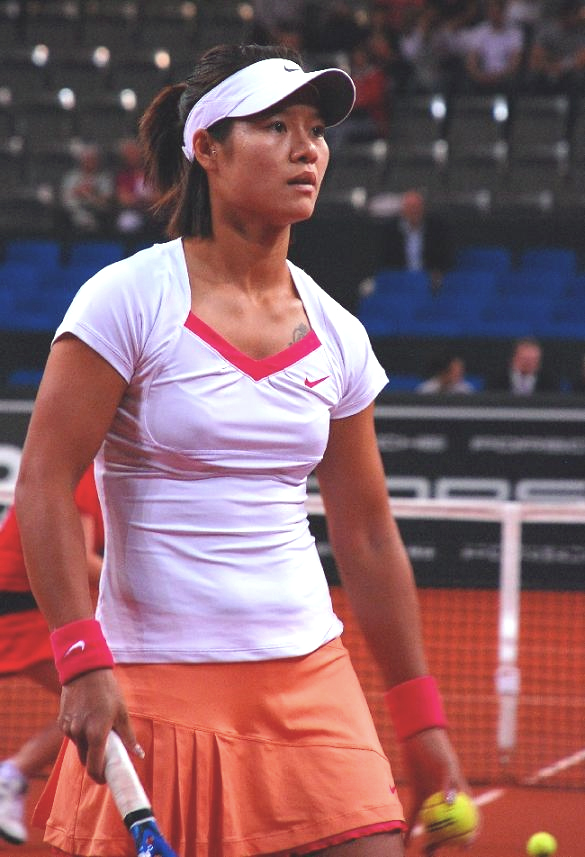

## تنیس آزاد استرالیا سال ۲۰۱۴
لی نا، با شکست دادن دومینیکا سیبولکووا، دومین جایزه بزرگ خود را هم برد. دو بازیکن در ست اول رقابتی شانه به شانه را نشان دادند که البته سرانجام این ست با نتیجه ۷-۶ به نفع لی نا به پایان رسید. اما سیبولکووای اسلوک در ست دوم مقهور لی نا شد و ۶-۰ به او باخت. به این ترتیب لی نا توانست پس از اوپن فرانسه، با بردن اوپن استرالیا دومین گرند اسلم خود را هم به خانه ببرد. او پس از قهرمانی از تیم مربیانش تشکر کرد و همچنین خطاب به شوهرش، در کنار زمین بازی، با شوخی گفت: "خیلی ازت ممنونم. تو مرد خوبی هستی، مرد خیلی خوش شانسی هم هستی." پیروزی لی نا موفقیتی بزرگ برای تنیس چین به شمار می‌رود.